# Katie Swan
Katie Swan (Bristol, 24 marzo 1999) è una tennista inglese.

## Statistiche ITF

### Singolare

#### Vittorie (14)
| Torneo $100.000 (0) |
| Torneo $80.000 (0)  |
| Torneo $75.000 (0)  |
| Torneo $60.000 (2)  |
| Torneo $50.000 (0)  |
| Torneo $40.000 (0)  |
| Torneo $25.000 (7)  |
| Torneo $15.000 (3)  |
| Torneo $10.000 (2)  |

| N.  | Data              | Torneo                                                          | Superficie  | Avversaria in finale       | Punteggio        |
| 1.  | 22 marzo 2015     | Jolie Ville Golf Women's, Sharm el-Sheikh                       | Cemento     | Džulija Terzijska          | 6-2, 6-2         |
| 2.  | 27 settembre 2015 | ITF Women's Circuit Madrid, Madrid                              | Cemento     | Cristina Sánchez Quintanar | 6(5)-7, 6-2, 6-3 |
| 3.  | 27 febbraio 2017  | Jolie Ville Golf Women's, Sharm el-Sheikh                       | Cemento     | Pemra Özgen                | 6-3, 6-1         |
| 4.  | 12 marzo 2017     | Jolie Ville Golf Women's, Sharm el-Sheikh                       | Cemento     | Julia Wachaczyk            | 6-4, 7-5         |
| 5.  | 28 ottobre 2017   | Óbidos Ladies Open, Óbidos                                      | Sintetico   | Katie Boulter              | 5-0, rit.        |
| 6.  | 12 maggio 2018    | Torneo Internacional de Tenis Femenino Ciudad de Monzón, Monzón | Cemento     | Aliona Bolsova             | 6-2, 6-3         |
| 7.  | 13 ottobre 2019   | Oracle Pro Series, Claremont                                    | Cemento     | Thaisa Grana Pedretti      | 6-1, 6-3         |
| 8.  | 21 febbraio 2021  | ITF Women's Circuit Orlando, Orlando                            | Cemento     | Robin Anderson             | 6-1, 6-3         |
| 9.  | 7 novembre 2021   | PAF Open, Haabneeme                                             | Cemento (i) | Ekaterina Šalimova         | 7-6(3), 6-3      |
| 10. | 27 febbraio 2022  | Santo Domingo Women's Open, Santo Domingo                       | Cemento     | Sachia Vickery             | 6-4, 6-3         |
| 11. | 7 agosto 2022     | Lexington Challenger, Lexington                                 | Cemento     | Jodie Burrage              | 6-0, 3-6, 6-3    |
| 12. | 9 ottobre 2022    | Empire Women's Indoor, Trnava                                   | Cemento (i) | Wang Xinyu                 | 6-1, 3-6, 6-4    |
| 13. | 1º giugno 2025    | Barnes Tennis Centre Open, San Diego                            | Cemento     | Dejana Radanović           | 6-4, 6-0         |
| 14. | 13 luglio 2025    | Torneo Internacional Ciudad de Don Benito, Don Benito           | Sintetico   | Viktória Hrunčáková        | 7-6(5), 6-1      |

#### Sconfitte (1)
| Torneo $100.000 (1) |
| Torneo $80.000 (0)  |
| Torneo $75.000 (0)  |
| Torneo $60.000 (0)  |
| Torneo $50.000 (0)  |
| Torneo $40.000 (0)  |
| Torneo $25.000 (0)  |
| Torneo $15.000 (0)  |
| Torneo $10.000 (0)  |

| N. | Data           | Torneo                    | Superficie | Avversaria in finale | Punteggio        |
| 1. | 11 giugno 2023 | Surbiton Trophy, Surbiton | Erba       | Yanina Wickmayer     | 6-2, 4-6, 6(1)-7 |

### Doppio

#### Vittorie (1)
| Torneo $100.000 (0) |
| Torneo $80.000 (0)  |
| Torneo $75.000 (0)  |
| Torneo $60.000 (0)  |
| Torneo $50.000 (0)  |
| Torneo $40.000 (0)  |
| Torneo $25.000 (1)  |
| Torneo $15.000 (0)  |
| Torneo $10.000 (0)  |

| N. | Data           | Torneo                                     | Superficie | Compagna         | Avversarie in finale        | Punteggio        |
| 1. | 9 ottobre 2021 | Team Ascension's Pro Women's Open, Redding | Cemento    | Mirjam Björklund | Dalila Jakupovič Lu Jiajing | 6-3, 1-6, [10-3] |

#### Sconfitte (6)
| Torneo $100.000 (0) |
| Torneo $80.000 (0)  |
| Torneo $75.000 (0)  |
| Torneo $60.000 (1)  |
| Torneo $50.000 (1)  |
| Torneo $40.000 (1)  |
| Torneo $25.000 (2)  |
| Torneo $15.000 (0)  |
| Torneo $10.000 (1)  |

| N. | Data             | Torneo                                     | Superficie  | Compagna              | Avversarie in finale             | Punteggio        |
| 1. | 21 marzo 2015    | Jolie Ville Golf Women's, Sharm el-Sheikh  | Cemento     | Aimee Gibson          | Ola Abou Zekry Kateryna Sliusar  | 2-6, 4-6         |
| 2. | 29 ottobre 2016  | Abierto Tampico, Tampico                   | Cemento     | Usue Maitane Arconada | Mihaela Buzărnescu Elise Mertens | 0-6, 2-6         |
| 3. | 22 ottobre 2017  | Óbidos Ladies Open, Óbidos                 | Sintetico   | Berfu Cengiz          | Ol'ga Dorošina Jana Sizikova     | 2-6, 2-6         |
| 4. | 11 novembre 2017 | AEGON Pro Series Shrewsbury, Shrewsbury    | Cemento (i) | Maia Lumsden          | Freya Christie Harriet Dart      | 6-3, 4-6, [6-10] |
| 5. | 20 luglio 2019   | Berkeley Tennis Club Challenge, Berkeley   | Cemento     | Francesca Di Lorenzo  | Madison Brengle Sachia Vickery   | 3-6, 5-7         |
| 6. | 20 luglio 2024   | Lexus GB Pro-Series Nottingham, Nottingham | Cemento     | Mingge Xu             | Naiktha Bains Amelia Rajecki     | 6-1, 4-6, [8-10] |

## Grand Slam Junior

### Singolare

#### Sconfitte (1)
| Tornei del Grande Slam  |
| ----------------------- |
| Australian Open (1)     |
| Open di Francia (0)     |
| Torneo di Wimbledon (0) |
| US Open (0)             |

| N. | Data            | Torneo                     | Superficie | Avversaria in finale | Punteggio |
| 1. | 31 gennaio 2015 | Australian Open, Melbourne | Cemento    | Tereza Mihalíková    | 1-6, 4-6  |